# Atlas V
El Atlas V es un cohete desechable construido por Lockheed Martin y Boeing. Se construye en la planta de Decatur, en Alabama. Su primera etapa es alimentada por una mezcla de queroseno y oxígeno líquido, usando un motor ruso RD-180, y otro motor en la etapa superior Centauro.
Ha sido lanzado 14 veces desde agosto de 2002 hasta julio de 2020 (una de sus misiones de más éxito fue el envío a marte del rover Perseverance, lanzado el 30 de julio de 2020). Su único fallo hasta el momento ocurrió el 15 de junio de 2007, cuando el motor de la etapa superior Centauro se apagó antes de lo estimado, dejando su carga de satélites de vigilancia oceánicos NRO L-30 en una órbita baja. El fallo se debió a una anomalía en una válvula, que causó un retraso en el encendido de la etapa superior.

## Historia
El Atlas V es el último descendiente de la serie Atlas, precedido por los Atlas II y Atlas III. Su sistema de propulsión, aviónica y elementos estructurales derivan de los vehículos anteriores.
El cambio más radical fue dejar de usar los tanques de 3,05 m de diámetro para usar tanques de 3,81 m de diámetro construidos de una aleación de aluminio y parecidos a los usados por los Titan o el transbordador espacial.
El Atlas V fue desarrollado por Lockheed Martin y Boeing como parte del programa de la Fuerza Aérea de vehículos de lanzamiento desechables. Son lanzados desde el Complejo 41 en la Base Aérea de Cabo Cañaveral y desde el complejo 3 en la Base de la Fuerza Aérea de Vandenberg.
El primer cohete de la familia fue lanzado el 21 de agosto de 2002, seguido por otros 9 lanzamientos exitosos y 1 solo fallo. Su alto grado de éxito se debe a su motor ruso RD-180. Este motor tiene 3,8 m de diámetro y 32,5 m de largo, y usa 284 450 kg de oxígeno líquido y propulsante RP-1. El motor trabaja durante 4 minutos y proporciona un empuje de 4 meganewtons.
La etapa superior Centauro usa propulsor presurizado y un tanque criogénico de combustible, mide 1,68 m de largo y funciona con 2 motores Pratt & Whitney RL10A-4-2 que dan un empuje de 99,2 kN. Este vehículo tiene un alto grado de ignición a pesar de su masa total, dándole a la carga un empuje final de gran nivel.

## Actualizaciones
En 2015, ULA anunció que los propulsores de cohetes sólidos (SRB) AJ-60A producidos por Aerojet Rocketdyne que entonces se usaban en Atlas V serían reemplazados por nuevos propulsores GEM 63 producidos por Northrop Grumman Innovation Systems . Los propulsores GEM 63XL ampliados también se utilizarán en el vehículo de lanzamiento Vulcan Centaur que reemplazará al Atlas V. El primer lanzamiento del Atlas V con propulsores GEM 63 se produjo el 13 de noviembre de 2020.

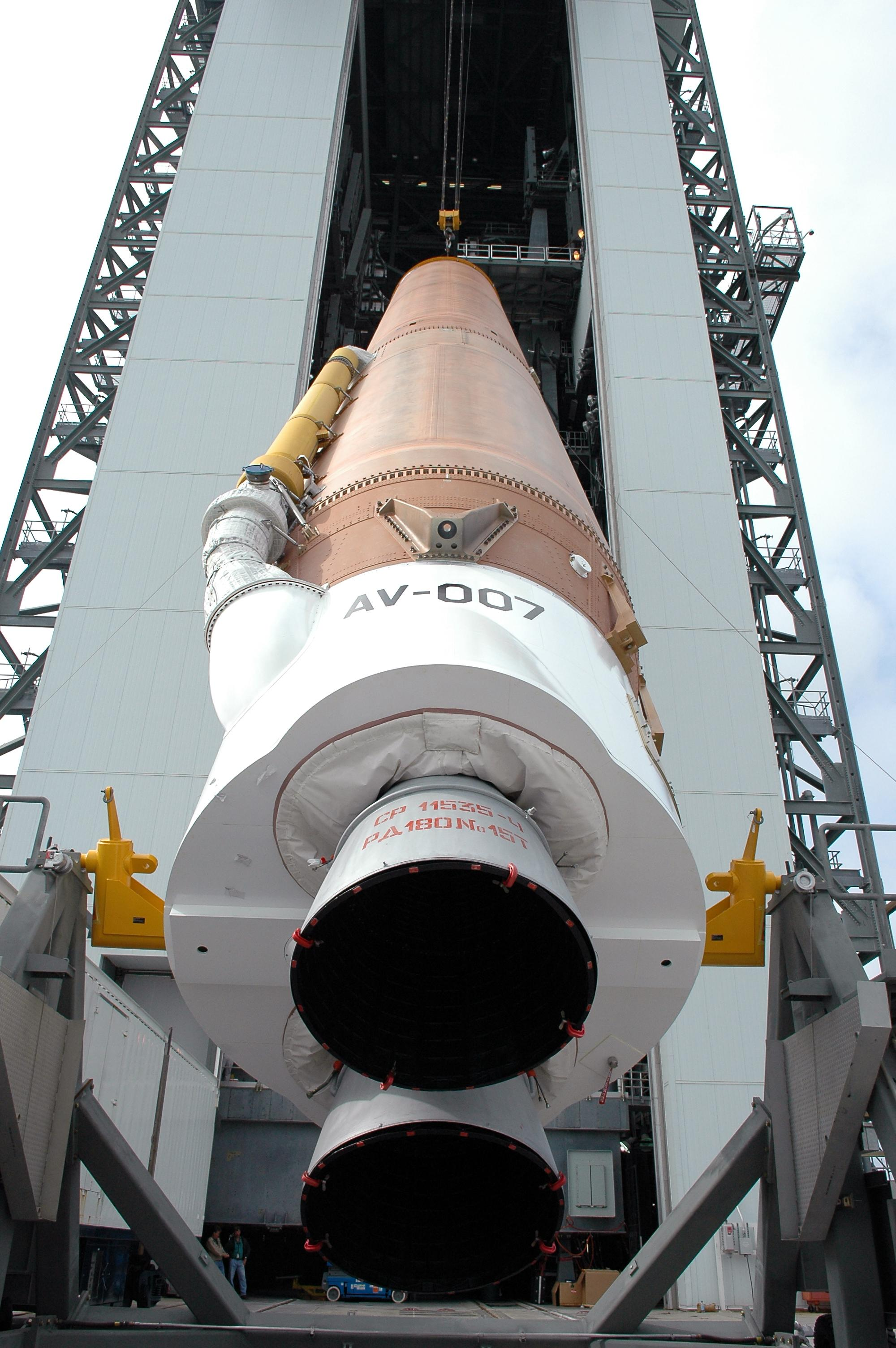
Vista vertical del cohete.

## Versiones
Cada cohete de esta familia tiene una designación de 3 dígitos determinada por las capacidades y extras del cohete. El primer dígito corresponde al diámetro en metros de la cofia y siempre es un 4 o un 5; el segundo dígito es el número de propulsores sólidos pegado al cuerpo principal y el tercero es el número de motores de su etapa Centauro, pudiendo ser 1 o 2. Cuando la etapa Centauro tiene 1 motor es para satélites geoestacionarios y el dual es para satélites destinados a órbita baja.
Cohetes similares: Delta IV, Ariane 5, Change Zheng 5, Angara, Protón y Falcon 9.
Un acuerdo entre Lockheed y la empresa espacial Bigelow en septiembre de 2006 podría llevar a usar este cohete en turismo espacial.